# Сапожников, Роман Ехиллович
Роман Ехиллович (Ефимович) Сапожников (1903—1987) — советский виолончелист, методист и музыкальный педагог.
Будучи в аспирантуре при Московской консерватории им. П. И. Чайковского, начал преподавать в детской музыкальной школе имени Р. М. Глиэра, где работал на протяжении десятилетий. Автор учебных пособий по игре на виолончели, множества переложений для виолончели и фортепиано для учеников музыкальных школ (в том числе серии «Школа игры на виолончели»).
Жена — пианистка Мира Яковлевна Гутман (1914—1982), мать виолончелистки Натальи Гутман.

## Книги
- Первоначальное обучение виолончелиста (методика развития первоначальных навыков игры на виолончели). — М.: Музгиз, 1962.
- Гаммы, арпеджио, интервалы для виолончели: Система упражнений. — М.: Музыка, 1963, 1977 и 1980.
- Основы методики обучения игре на виолончели. — М.: Музыка, 1967.
- Хрестоматия педагогического репертуара для виолончели. — М.: Музыка, 1967.
- Обучение начинающего виолончелиста. — 2-е изд., перераб. и доп. — М.: Музыка, 1978.

Под редакцией Р. Е. Сапожникова
- 10 лёгких переложений для виолончели. — М.: Государственной музыкальное издательство, 1936, 1938 и 1941.
- Десять педагогических пьес для виолончели и фортепиано средней трудности. — М.: Государственное музыкальное издательство, 1939.
- Лёгкие пьесы для виолончели. Тетрадь 3. (2 и 3 степени трудности): Для виолончели и фортепиано. — М.: Госмузиздат, 1946.
- Восемь песен народов СССР: Для виолончели и фортепиано. — М.: Госмузиздат, 1946.
- Десять русских народных мелодий в лёгкой обработке для виолончели и фортепиано. — М.: Музгиз, 1950.
- Избранные этюды для виолончели: 1-4 классы детской музыкальной школы. — М.: Музгиз, 1952 и 1957.
- А. Е. Варламов. Красный сарафан. — М.: Музгиз, 1952.
- Людвиг ван Бетховен. Песня. — М.: Музгиз, 1957.
- Сборник классических пьес для виолончели и фортепиано. — М.: Музгиз, 1961.
- Сборник пьес русских композиторов для виолончели и фортепиано. — М.: Музгиз, 1961.
- Сборник пьес западных композиторов XIX века. Для виолончели и фортепиано. — М.: Музгиз, 1961.
- Сборник старинных сонат. Для виолончели и фортепиано. — М.: Музгиз, 1961.
- С. С. Прокофьев. Сказка про шута (семерых шутов перешутившего): Фрагменты из балета / Переложение для виолончели и ф.-п. Р. Е. Сапожникова. — М.: Советский композитор, 1962.
- Избранные этюды для виолончели. Для старших классов детских музыкальных школ и музыкальных училищ.- М.: Музгиз, 1963 и 1978.
- Старинные сонаты. Для виолончели и фортепиано. — М.: Музгиз, 1967.
- Арканджело Корелли. Соната соль мажор: Соч. 5, № 9. — М.: Музыка, 1967.
- Иоганн Маттесон. Ария. — М.: Музыка, 1968.
- Пьесы зарубежных композиторов XIX в.: Для виолончели и фортепиано (Дворжак, Гольтерман, Сен-Санс, Бизе). — М.: Музыка, 1975.
- Педагогический репертуар для виолончели: I—IV классы детской музыкальной школы. — М.: Музыка, 1981.
- Пьесы и ансамбли советских композиторов: Для виолончели и фортепиано. — М.: Советский композитор, 1987.
- Пьесы и произведения крупной формы для виолончели и фортепиано. Детская музыкальная школа: 1-4 классы. — М.: Музыка, 1990.